# Grégoire Huret
Pour les articles homonymes, voir Huret.
Grégoire Huret, né à Lyon le 24 octobre 1606  et mort à Paris le 4 janvier 1670, est un dessinateur et graveur au burin français qui fut reçu à l'Académie royale de peinture et de sculpture en 1663.

## Biographie
Né à Lyon en 1606, centre important de l’imprimerie, Grégoire Huret commence jeune à graver. On ignore le nom de son formateur mais la tradition reconnaît dans les premières années de l’œuvre de Huret l’influence de Karl Audran, lui-même connu et reconnu pour ses frontispices décoratifs. En 1635, il va à Paris et s’installe rue Saint-Jacques, qu’il ne quitte que dans les années 1650. Son contrat de mariage, qui a lieu en 1646, le décrit comme dessinateur et graveur ordinaire de la Maison du Roi. Enfin, le 7 août 1663, il entre à l’Académie royale de peinture et de sculpture, institution à laquelle il offre en 1664 le Théâtre de la Passion de Notre Seigneur Jésus Christ. Il est ainsi le quatrième graveur à en être membre depuis sa création en 1648. L'ensemble de son œuvre gravé s'élevant à près de 500 numéros, Grégoire Huret meurt en 1670. Est alors publié son Optique de portraiture, un ouvrage donnant une méthode de traitement de la perspective entrant en opposition avec la méthode d'Abraham Bosse que ce dernier enseigne à l'Académie jusqu'à son expulsion en 1661.
Alors que très productif dans les quinze premières années, de 1635 à 1650 qu’il passe à Paris, son œuvre gravé ne contient plus à la fin de sa vie, de 1656 à 1670, d’estampes importantes, exception notable du Théâtre de la Passion et du frontispice de l’Optique de portraiture. Grégoire Huret se tourne vers une production plus personnelle et ne répond plus qu’occasionnellement à des commandes, et ce malgré sa renommée grandie par son entrée à l’Académie royale de peinture et de sculpture. Il semble consacrer son temps et son art à des projets personnels, qui répondent à ses propres ambitions. Les deux grands projets de cette période finale de sa carrière sont donc le Théâtre de la Passion de Notre Seigneur Jésus Christ et le traité Optique de portraiture et de peinture.
Après l'expulsion d'Abraham Bosse de l'Académie royale en 1661, les thèses de ce dernier dans le domaine de la perspective sont contestées par un praticien, Grégoire Huret qui publie l'Optique de portraiture et de peinture en 1670, et par un théoricien, André Félibien dans ses Entretiens sur les vies et sur les ouvrages des plus excellents peintres anciens et modernes paru entre 1666 et 1688. Grégoire Huret s'opposent aux "sortes de géomètres qui s'imaginent avoir seuls le droit de parler et de critiquer sur les plus beaux ouvrages, […] dirigés par la géométrie, laquelle ils disent devoir entièrement régir l'art de portraiture et de peinture". L'accusation vise clairement Girard Desargues et Abraham Bosse. La méthode portée par Huret tente à réduire systématiquement les prétentions de la géométrie tant en pratique qu'en théorie, afin de "trouver les diminutions des figures […] au moyen de la seule ligne horizontale" et de "réduire les plus superbes architectures en perspective sans aucun plan géométral ni aucun point de distance ni d'aucune diagonale de carré perspectif". Huret réduit également le champ d'application de la géométrie car elle "n'a aucun pouvoir en la portraiture de tous les animaux, arbres, fleurs, paysages et autres sujets compris de superficies courbées irrégulièrement". Ainsi, l’unique utilisation de la perspective qu’il autorise aux peintres est celle appliquée aux seules vues architecturales. 
La réhabilitation de la pratique contre la théorie invalide complètement le principe fondamental sur lequel repose la méthode d’Abraham Bosse. Ce principe voulait qu’il ne fallait pas peindre les choses telles que l’œil les voit mais selon les règles. Grégoire Huret, par contre, argumente que « les géomètres se sont vus fondés en démonstration, pour soutenir qu’il ne faut pas dessiner les objets comme nos yeux les voient, et les peintres se voient évidemment fondés en expérience pour croire qu’il continuer à les dessiner comme les deux yeux les voient, et qu’il leur est absolument impossible d’en user autrement, à quoi ils sont d’autant plus confirmés, que pas un de leurs adversaires n’a jamais pu leur donner aucun exemple de pratique de la manière qu’ils proposent » . Alors que Grégoire Huret, praticien, fait de subtiles différences entre perspective et géométrie, le théoricien André Félibien, historiographe du Roi et secrétaire de l’Académie royale, réfute en bloc la perspective en arguant que « s’il n’était besoin que de savoir la perspective pour être un grand peintre, il y a une infinité de gens qui égaleraient Raphaël et Michel-Ange car la perspective ne consistant qu’à bien tirer des lignes ils en savent autant que ces grands hommes ». 
La séparation effectuée entre géométral (domaine mathématique) et perspectif (domaine pictural) devient la doctrine officielle de l’Académie royale. Celle-ci propose donc le géométral pour l’architecture et le perspectif pour la surface extérieure que Jacques Ier Androuet du Cerceau avait déjà dégagée, interrompue par la parenthèse rationnelle de Desargues/Bosse : « De ces plans il y a deux sortes : les uns s’appellent géométraux, lesquels appartiennent proprement à l’Architecture, et sont ceux qui sont faits au vrai, et auxquels s’observent les mesures de point en point. Les autres sont plans raccourcis, qui n’appartiennent qu’à la perspective, et se tirent des géométraux et sont pour représenter les choses comme elles apparaissent ».

## Œuvre

### Gravures
- Minerve et Apollon terrassant l'Ignorance, la Tromperie et la Colère (Burin).
- Suite gravée de la Passion du Christ,

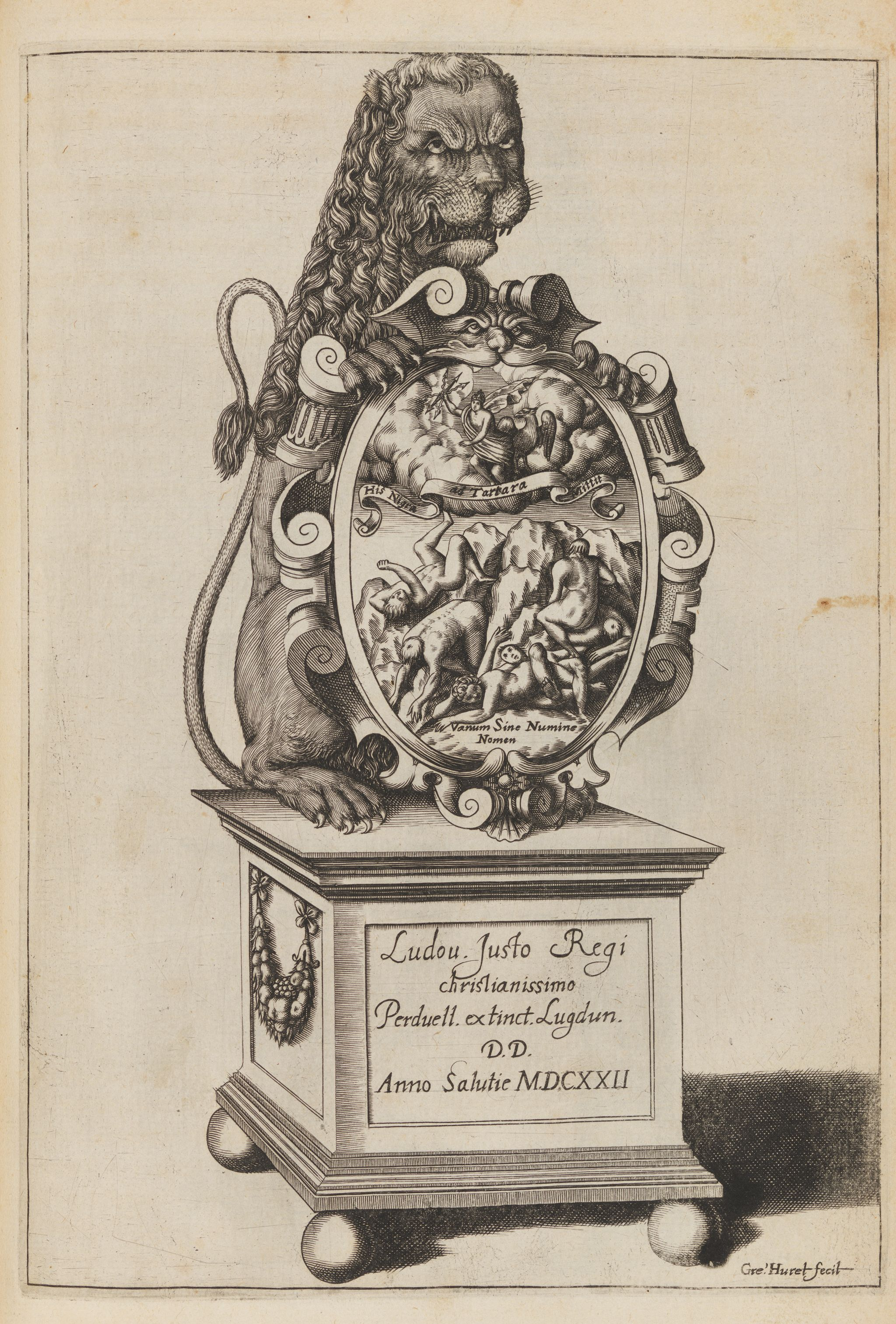
Gravure de Grégoire Huret dans un ouvrage édité par Jacques Roussin sur l'entrée royale de Louis XIII à Lyon en 1622
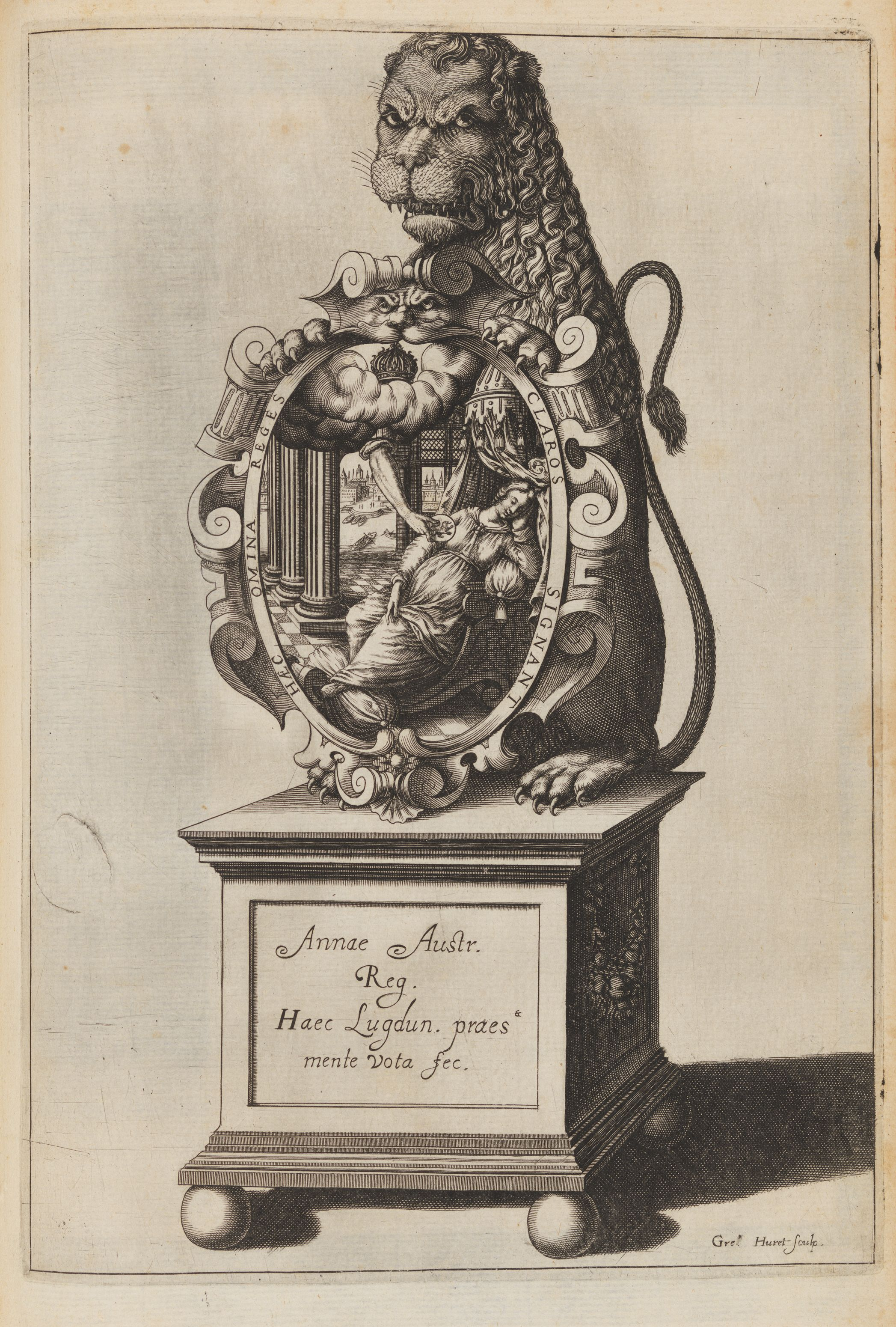
Gravure de Grégoire Huret dans un ouvrage édité par Jacques Roussin sur l'entrée royale de Louis XIII à Lyon en 1622

### Ouvrages illustrés

#### Bérénice
En frontispice de ce recueil de poésies de Jean Regnault de Segrais (T. Quinet, Paris, 1651), se trouve le portrait de Gilonne d'Harcourt, comtesse de Fiesque, gravé par Grégoire Huret d'après Henri et Charles Beaubrun.

#### Théâtre de la Passion de Notre Seigneur Jésus Christ
Le Théâtre de la Passion de Notre Seigneur Jésus Christ est une suite gravée composée de 32 pièces et d’un texte explicatif. Ce dernier s'étend sur plusieurs pages et explicite en petits paragraphes numérotés le contenu iconographique de chaque pièce. Il sert donc de légendes aux gravures. Les trente-deux gravures, mesurant environ 50 × 37 centimètres au coup de planche, illustrent un épisode de la vie du Christ sans pour autant se restreindre au thème strict de la Passion malgré le titre de la suite. Des gravures traitent ainsi d'épisodes précédant (Jésus entre en Jérusalem, pl. I ; Jésus chasse les marchands du Temple, pl. II ; etc.) ou suivant la Passion (Jésus parle aux deux pèlerins puis se fait connaitre et s’évanouit, pl. XXVII ; etc.). Chaque pièce se trouve signée dans sa composition, en partie inférieure, par une lettre « Greg. Huret [Lugd.] Inu. et Sculpt. Cum Privil. 1664 », permettant ainsi d'affirmer que l'invention du dessin et sa gravure reviennent entièrement à Grégoire Huret, ce que confirment les dessins préparatoires à l'ensemble conservés à la Biblioteca Nacional de Madrid. Il s'agit donc d'un projet personnel mené par l'artiste lui-même tout au long de sa réalisation. La date est également indiquée, mais on ignore s'il s'agit de celle portée sur le dessin ou celle de la gravure effective sur le cuivre. Pourtant, la lettre du frontispice indique « A Paris chez l’autheur, Rue Pierre au Laict, près la Boucherie de l’Apport de Paris, à l’Escu de France, Avec privilège du Roy, 1664 ». L'impression serait donc de 1664, donnant un terminus ante quem au travail de gravure mené au burin. Enfin, il est à noter que chaque gravure a été protégée par un privilège royal,selon les usages de l'époque.
Parti du constat que « ce divin sujet de la Passion de Notre Sauveur est comme demeuré en arrière et plus négligé que les autres, n’en ayant été fait aucune suite accomplie » par les peintres et sculpteurs soumis à des commandes ponctuelles portant seulement sur « les sujets principaux comme la Cène, la Crucifixion, le Résurrection, etc. », Grégoire Huret annonce donc une « suite de trente-deux tableaux de même forme et hauteur, et chacun rempli d’ouvrage à proportion que les sujets le demandent, et que la place l’a pu permettre ». L’ambition explicitée est celle de réaliser une suite telle qu’aucun peintre n’en a produit et ce conformément à une esthétique qui n’est pas celle de l’estampe mais celle du retable. Si l’on en croit Pierre-Jean Mariette, Huret « n’avait négligé aucune des parties de la peinture ; la composition, l’intelligence du clair-obscur, la perspective, l’architecture furent celles où il réussit le mieux ; l’on peut dire même qu’il y fut très étendu ».
Le frontispice du Théâtre de la Passion de Notre Seigneur Jésus Christ ouvre la suite et donne à voir le buste du Christ mort au-dessus d’un bas-relief montrant l’enfant Jésus porté par sa mère. La Vierge écrase du pied le serpent qui détient la pomme du péché original dans sa gueule. Dans le registre inférieur, les Evangélistes sont représentés prenant la plume pour rédiger les Evangiles sur lesquelles Grégoire Huret va s’appuyer pour s’inspirer dans l’iconographie de sa suite.
Pour la réalisation de Théâtre de la Passion, Grégoire Huret se fait auteur en livrant pour chacune des scènes gravées un commentaire assorti de citations néotestamentaires justifiant le parti pris iconographique. Souhaitant poursuivre le Théâtre de la Passion par quelques scènes tirées des Actes des Apôtres, il y explique comment il est amené à ne pas se faire l’exégète des textes et des thèmes iconographiques reconnus. L’exigence d’unité formelle entre les pièces est commandée par la référence du titre à une référence théâtrale, métaphore filée tout au long de la suite dès le texte introductif : « comme autant de scène et décorations de théâtre différentes, pour représenter les principales actions de cette grande tragédie qui a été exécutée sur le théâtre de la ville de Jérusalem et du Calvaire pour le salut de tout le genre humain et laquelle est représentée en ce théâtre de taille douce ». Deux cadres mettent en place les scènes, à savoir :
1. Le cadre architectural grandiose, proche de ce que Huret pouvait produire pour ses frontispices et ses thèses des années 1640, mais avec une profusion et des effets ornementaux neufs (pl. III) ;
2. Le cadre architectural modeste pour les scènes à caractère intime (pl. XXVII).

Si les Evangiles le prescrivent, le cadre est repris de pièce en pièce par le graveur (doc. pl. IV/V/VI : « les figures sont représentées comme s’étant durant ses paroles avancées peu à peu et comme insensiblement vers la sortie de la salle laquelle conséquemment paraît plus enfoncée qu’aux deux précédents tableaux »). Aussi, conformément au texte des Evangiles, de rares scènes sont placées dans un paysage (pl. VII, VIII, XXV).
Dans le cadre architectural ainsi défini, Grégoire Huret conçoit, met en place et grave les figures avec grand soin. Drapées de façon ample pour augmenter leur présence, elles sont souvent monumentales et en profitent pour occuper au maximum la composition, et ce dès le premier plan. Les attitudes sont reprises avec seulement quelques modifications et il arrive également qu’un motif se retrouve sous la forme d’une variation sur le même thème, plusieurs fois dans une même scène. On peut citer l’exemple du marchand de volailles (pl. III) et du bourreau (pl. XIII). Par contre, Grégoire Huret introduit l’expression faciale dans son traitement des figures. L’enseignement de Charles Le Brun à l’Académie royale sur le rendu iconographique des passions, énoncé dans les critères d’appréciation pour l’attribution du Grand Prix en 1664 et paru en traité en 1668, ont visiblement influencé Grégoire Huret. Les dessins préparatoires présentent d’emblée un travail sur les expressions (pl. III, XXI, XXVII). Ainsi, par exemple, pour la planche de Jésus expire sur la Croix (pl. XXI), la résurrection des morts « est si effroyable aux vivants qu’elle leur fait hérisser les cheveux, rouler les yeux dans la tête et leur imprime sur le visage une si vive représentation de la mort qu’ils semblent perdre la vie ».
Selon Pierre-Jean Mariette, l’art du burin de Grégoire Huret « lui est propre et tout à fait nouvelle ; elle est harmonieuse et sans raideur ; elle fait de l’effet ; l’on pourrait seulement y trouver à redire d’être presque toujours trop ouvragée et toujours du même travail ». La planche qui donne le plus raison à Mariette est sans nul doute celle de Jésus parle aux deux pèlerins puis se fait connaître et s’évanouit (pl. XXVII). La composition rend les effets de matière et de texture, jusqu’à la réussite spectaculaire de l’évanouissement capturé sur l’instant de la figure du Christ. Grégoire Huret en profite pour faire l’apologie de son art en assurant que « de tous les Arts, qui pratiquent la portraiture, il n’y en a aucun si avantageux, ce que celui de graver en taille douce, non seulement pour l’honneur de celui pour lequel on travaille, mais encore pour la réputation de l’ouvrier ». De plus, il se démarque de ses confrères puisqu’il est tant dessinateur que graveur et conçoit lui-même les compositions qu’il grave. Il perçoit en effet entre eux et lui cette distinction que leur « art ne fait que des copies, incomparablement moindres, que leurs modèles originaux » alors que « en cette suite les estampes sont les originaux même, faits par le travail du burin, au maniement duquel je me suis tellement accoutumé, que je lui fais aussi converser le vrai du naturel, que par mon crayon, bien que celui-ci soit incomparablement plus propre à portraire, principalement après nature ». Pour Grégoire Huret, cette démarche est essentielle : reçu comme graveur à l’Académie, il cherche à la fois à rendre à la gravure ses mérites et à paraître l’égal des peintres avec lesquels il souhaite partager le prestige qui auréole la qualité d’inventeur (inv. = invenit, a inventé).
Outre l’iconographie et la défense de l’estampe, Grégoire Huret s’intéresse entre autres à la représentation de l’architecture, pour laquelle il désire réaliser une œuvre théorique (future Optique de Portraiture de 1670) et transmettre ainsi un enseignement. Le Théâtre de la Passion, dès 1664 donc, présente une méthode simple et efficace : « comme je désire aussi aider aux jeunes étudiants en la science de portraiture, qui est l’âme de la Peinture, Sculpture et Gravure et de divers autres Arts ». L’année suivante, en 1665, Huret prend part à la controverse sur la perspective qui oppose l’Académie et Abraham Bosse, mais c’est seulement à titre posthume, en 1670, qu’est publié son Traité d’Optique de portraiture et de peinture. Le frontispice de ce dernier est considéré par certains comme son chef-d’œuvre (Audin et Vial), pour d’autres comme une « pompeuse planche » (Duportal). La production gravée de Grégoire Huret des dernières années de sa carrière témoigne de préoccupations semblables tant par sa qualité que par sa cohérence stylistique. La suite du Théâtre de la Passion devient à cette lumière soit un manifeste soit un testament artistique après un œuvre aux inspirations éclectiques. Duportal considère ce tournant comme une « évolution si complète, si brusque que l’on croirait à première vue avoir affaire à un autre artiste » et évoque ainsi de la possibilité d’une « troisième manière ». Il s’agit pourtant d’un aboutissement, et non d’une rupture, synthétisant dans une même œuvre les recherches stylistiques d’une carrière.
Pierre-Jean Mariette indique dans la dernière phrase de sa notice portant sur Grégoire Huret dans ses Notes manuscrites que « l’on conjoncture que l’auteur y a représenté son portrait dans la trente-et-unième pièce dont le sujet est l’Ascension. J’y trouve bien de l’apparence, et cela est exactement vrai. J’ai son portrait dessiné par lui-même dans un âge moins avancé ». On constate en effet qu’il s’agit du seul visage qui ne soit pas déformé par une passion. Ce visage contraste avec les visages peuplant le reste de la suite, il ressort par sa neutralité expressive, surtout dans une scène d’Ascension. La présence de cet autoportrait, que Mariette certifie avec document à l’appui, indique la grande importance de cette suite que Grégoire Huret lui accordait dans son œuvre. Le Théâtre de la Passion de Notre Seigneur Jésus Christ est donc à la fois un manifeste des théories de Grégoire Huret et un testament artistique qu’il signe visuellement.
Liste des trente-deux planches composant le livre
 (janvier 2025).
1. Frontispice : Le Buste de Jésus, mort, apparaît au-dessus d’un bas-relief montrant l’Enfant Jésus, porté par sa mère ; celle-ci écrase le serpent, qui serre la pomme dans sa gueule. A la partie supérieure, à g. David : des anges tiennent des cierges. Vers le bas, les Evangélistes prennent la plume pour relater la vie de Jésus.
2. Jésus entre en Jérusalem
3. Jésus chasse les marchands du Temple
4. Jésus lave les pieds à ses disciples
5. Jésus fait la Cène avec ses disciples
6. Jésus prêche à ses disciples
7. Jésus fait sa prière au jardin des Oliviers
8. Jésus est pris audit Jardin
9. Jésus mené à Caïphe, regarde St Pierre qui le renie
10. Jésus reçoit un soufflet étant interrogé par Caïphe
11. Jésus est buffeté et mal traité par les gardes, le reste de la nuit
12. Jésus est présenté et accusé devant Hérode
13. Jésus est flagellé par le commandement de Pilate
14. Jésus est couronné d’épines
15. Jésus est montré au peuple juif
16. Jésus est abandonné au supplice de la Croix par Pilate
17. Jésus porte sa croix allant au supplice
18. Jésus, cloué et élevé en croix
19. Jésus en croix parle à sa Sainte Mère et à St Jean
20. Jésus en croix parle au bon larron
21. Jésus expire sur la croix
22. Jésus est détaché et descendu de la Croix
23. Jésus est porté au sépulcre
24. Jésus ressuscite glorieusement
25. Jésus se fait voir à la Madeleine
26. Jésus se fait voir aux Saintes Femmes
27. Jésus parle aux deux pèlerins puis se fait connaître et s’évanouit
28. Jésus fait toucher ses plaies à St Thomas
29. Jésus se fait voir à ses disciples et leur pêches du poisson
30. Jésus donnant la garde de ses troupeaux à St Pierre
31. Jésus monte au ciel pour seoir à la droite de Dieu, son Père
32. Jésus viendra juger les vivants et les morts

### Dessins
- Allégorie de la Charité aux armes du cardinal Alphonse de Richelieu, pierre noire. H. 0,300 ; L. 0,391 m[3]. Paris, Beaux-Arts de Paris. Ce dessin, repassé au stylet pour le report, est manifestement préparatoire pour une gravure qu'il n'a pas été possible d'identifier. Sa conception est significative de l'évolution de Huret dans les années 1635 à 1645 après son installation à Paris. Il s'attarde sur les ornements et le décor architectural. La Charité, par sa sensualité, son visage et ses yeux en amandes évoque les tableaux de Jacques Blanchard des années 1635-1637[4].
- Étude pour la France sous la figure d'une femme revêtue d'un manteau royal apparaissant à Armand de Richelieu, pierre noire. H. 0,281 ; L. 0,365 m[5]. Paris, Beaux-Arts de Paris. Ce dessin (réalisé avant 1642), préparatoire pour une planche non datée qui constituait sans doute la partie supérieure d'une thèse dédiée au cardinal de Richelieu, peut être rattaché à la période d'activité intense du graveur, celle du début des années 1640. Huret parvient à associer dans sa composition les détails réalistes et l'expression surnaturelle de la puissance divine[6].
- Étude pour une thèse aux armes de la famille Lebras, pierre noire. H. 0,336 ; L. 0,451 m[7]. Paris, Beaux-Arts de Paris. Cinq allégories féminines placées sous l'égide de Minerve présentent un médaillon ovale à Jupiter assis sur son trône et entouré de Junon, Apollon et Mercure. Cette composition, sobre, élégante et pleine de retenue est préparatoire à une thèse (gravure) aux armes de la famille Lebras (exemplaire à l'Albertina de Vienne)[8].

## Publications
- La regle precise, pour descrire le profil eslevé du fust des colomnes, suivant une hauteur, grosseur, et retrécissement donné à discretion, demonstrée geometriquement. Ce qui a esté inconnu iusques à present à tous ceux qui ont traité de l'architecture, 1665 (Lire en ligne)
- Optique de portraiture et peinture, en deux parties, la première est la perspective pratique accomplie, la deuxième contient la perspective spéculative. Ensemble les plus curieuses et considérables questions qui ayent esté proposées jusques à présent sur la portraiture et peinture, avec leurs solutions, chez Grégoire Huret, Paris, 1670 (lire en ligne)